# 시온 (1979년)
시온(1979년 10월 29일 ~ )은 대한민국의 가수다.

## 학력
- 동덕여자대학교 실용음악과
- 동덕여자대학교 공연예술대학원 실용음악과

## 경력
- 2003년 : 미국 프로듀서그룹 풀포스(FULL FORCE) 앨범작업

## 음반
- 2006년 Time Breake
- 2008년 1집 ZioN
- 2010년 《웃어요, 엄마》 OST - 가버려
- 2011년 Beautiful Life
- 2012년 두번째 여자
- 2013년 블라 블라
- 2014년 《나만의 당신》 OST Part 2
- 2015년 《귀신 보는 형사 처용 2》 OST Part 5